# Morti nel 2008/Maggio
| Questa pagina contiene informazioni ricavate automaticamente dalle voci biografiche con l'ausilio del template Bio e di un bot. L'aggiornamento è periodico e automatico e ricostruisce completamente la pagina. Se manca una persona in questa lista, sei pregato di non aggiungerla, ma accertati piuttosto che la sua voce biografica contenga il template Bio e che i dati anagrafici siano correttamente compilati. Se il template Bio manca, inseriscilo tu stesso o, in alternativa, metti l'avviso {{tmp\|Bio}} che ne segnala la mancanza. Se i dati riportati sono sbagliati, correggi direttamente la voce biografica; le modifiche saranno visibili in questa lista entro pochi giorni. Per chiarimenti vedi il progetto biografie. La lista contiene solo le 144 persone che sono citate nell'enciclopedia e per le quali è stato implementato correttamente il template Bio. Pagina aggiornata al 10 ago 2025. |

- 1º maggio - Paulo Amaral, allenatore di calcio e calciatore brasiliano (n. 1923)
- 1º maggio - Bernard Archard, attore britannico (n. 1916)
- 1º maggio - Philipp von Boeselager, militare tedesco (n. 1917)
- 1º maggio - Gennaro De Stefano, giornalista e scrittore italiano (n. 1951)
- 1º maggio - Romano Levi, artigiano italiano (n. 1928)
- 1º maggio - Anthony Mamo, politico maltese (n. 1909)
- 1º maggio - Luis Romero Pérez, pugile spagnolo (n. 1921)
- 1º maggio - Marcel Van Der Auwera, schermidore belga (n. 1923)
- 2 maggio - Rita Da Re, scultrice e pittrice italiana (n. 1947)
- 2 maggio - Sergio Lauricella, direttore d'orchestra e compositore italiano (n. 1921)
- 2 maggio - Derek Pugh, velocista britannico (n. 1926)
- 3 maggio - Leopoldo Calvo-Sotelo, politico spagnolo (n. 1926)
- 3 maggio - Jaime Gómez, calciatore messicano (n. 1929)
- 3 maggio - Giovanni Nencioni, linguista e lessicografo italiano (n. 1911)
- 3 maggio - Hanon Reznikov, attore e regista teatrale statunitense (n. 1950)
- 3 maggio - Alan Seiden, cestista statunitense (n. 1937)
- 3 maggio - Morgan Sparks, chimico e fisico statunitense (n. 1916)
- 4 maggio - Alvin Colt, costumista statunitense (n. 1916)
- 4 maggio - Claude Couinaud, chirurgo e anatomista francese (n. 1922)
- 4 maggio - Francesco Del Morgine, allenatore di calcio e calciatore italiano (n. 1920)
- 5 maggio - Pak Kyongni, scrittrice sudcoreana (n. 1926)
- 5 maggio - Mildred Loving, attivista statunitense (n. 1939)
- 5 maggio - Witold Woyda, schermidore polacco (n. 1939)
- 6 maggio - John Forbes-Robertson, attore inglese (n. 1928)
- 6 maggio - Alla Genrichovna Masevitsj, astronoma sovietica (n. 1918)
- 6 maggio - Walter Malgoni, compositore e paroliere italiano (n. 1924)
- 6 maggio - Orazio Maria Petracca, politologo italiano (n. 1937)
- 7 maggio - Carlo Alberto Madrignani, storico della letteratura italiano (n. 1936)
- 8 maggio - Eddy Arnold, cantante statunitense (n. 1918)
- 8 maggio - Bruno Detassis, alpinista italiano (n. 1910)
- 8 maggio - Luigi Gatti, armonicista e cabarettista italiano (n. 1920)
- 8 maggio - Dorothy Green, attrice statunitense (n. 1920)
- 8 maggio - Luigi Malerba, scrittore e sceneggiatore italiano (n. 1927)
- 8 maggio - Aleksej Skvorcov, botanico e biologo russo (n. 1920)
- 8 maggio - François Sterchele, calciatore belga (n. 1982)
- 8 maggio - Jef Van der Linden, calciatore belga (n. 1927)
- 8 maggio - Al Bandari bint Abd al-Aziz Al Sa'ud, principessa saudita (n. 1928)
- 9 maggio - Giorgio Basadonna, presbitero, saggista e docente italiano (n. 1922)
- 9 maggio - Leyla Gencer, soprano turco (n. 1928)
- 9 maggio - Shmuel Katz, scrittore, storico e giornalista israeliano (n. 1914)
- 9 maggio - Valentin Kuz'min, nuotatore sovietico (n. 1941)
- 9 maggio - Enzo Meniconi, montatore italiano (n. 1950)
- 9 maggio - Nuala O'Faolain, scrittrice, giornalista e produttrice televisiva irlandese (n. 1940)
- 9 maggio - Ronald Parise, astronauta statunitense (n. 1951)
- 9 maggio - Mario Perosino, pittore italiano (n. 1930)
- 9 maggio - Sinan Sofuoğlu, pilota motociclistico turco (n. 1982)
- 9 maggio - Stefano Tumidei, critico d'arte italiano (n. 1962)
- 9 maggio - Artur da Tavola, politico, scrittore e giornalista brasiliano (n. 1936)
- 10 maggio - Roberto Berardi, architetto e urbanista italiano (n. 1937)
- 10 maggio - Werner Roell, aviatore e militare tedesco (n. 1914)
- 10 maggio - Mario Schiano, sassofonista italiano (n. 1933)
- 11 maggio - Gianni Corelli, allenatore di calcio e calciatore italiano (n. 1936)
- 11 maggio - Bruno Neves, ciclista su strada portoghese (n. 1981)
- 11 maggio - John Rutsey, batterista canadese (n. 1952)
- 11 maggio - Renato Savino, regista e sceneggiatore italiano (n. 1926)
- 12 maggio - Finn Haunstoft, canoista danese (n. 1928)
- 12 maggio - Marjanne Kweksilber, soprano olandese (n. 1944)
- 12 maggio - Robert Rauschenberg, artista e pittore statunitense (n. 1925)
- 12 maggio - Irena Sendler, infermiera polacca (n. 1910)
- 12 maggio - Claudio Undari, attore italiano (n. 1935)
- 13 maggio - Bernardin Gantin, cardinale e arcivescovo cattolico beninese (n. 1922)
- 13 maggio - John Phillip Law, attore statunitense (n. 1937)
- 13 maggio - Oscar Mantegari, calciatore argentino (n. 1928)
- 13 maggio - Harlan Marbley, pugile statunitense (n. 1943)
- 13 maggio - Rosario Prestopino, truccatore e effettista italiano (n. 1950)
- 13 maggio - Sa'd I al-'Abd Allah al-Salim Al Sabah, emiro kuwaitiano (n. 1929)
- 13 maggio - Italo Terzoli, sceneggiatore italiano (n. 1924)
- 14 maggio - Arthur Burks, matematico statunitense (n. 1915)
- 14 maggio - Choe Ae-yeong, cestista sudcoreana (n. 1959)
- 14 maggio - Bill Collins, cestista statunitense (n. 1953)
- 14 maggio - Don Henriksen, cestista statunitense (n. 1929)
- 14 maggio - Jurij Rytchėu, scrittore russo (n. 1930)
- 15 maggio - Bruno Baratti, ceramista, pittore e scultore italiano (n. 1911)
- 15 maggio - Tommy Burns, calciatore e allenatore di calcio scozzese (n. 1956)
- 15 maggio - Carlo Caroli, pittore italiano (n. 1920)
- 15 maggio - Rudi Abele Compiani, calciatore italiano (n. 1925)
- 15 maggio - Alexander Courage, compositore e arrangiatore statunitense (n. 1919)
- 15 maggio - Luisa Della Noce, attrice italiana (n. 1923)
- 15 maggio - Robert Dunlop, pilota motociclistico britannico (n. 1960)
- 15 maggio - Willis Lamb, fisico statunitense (n. 1913)
- 15 maggio - Earl Leggett, giocatore di football americano e allenatore di football americano statunitense (n. 1933)
- 15 maggio - Giuseppe Zibetti, calciatore e allenatore di calcio italiano (n. 1920)
- 16 maggio - David Mitton, regista, produttore televisivo e effettista britannico (n. 1939)
- 16 maggio - Domenico Noviello, imprenditore italiano (n. 1943)
- 17 maggio - Ed Erban, cestista statunitense (n. 1921)
- 17 maggio - Zélia Gattai, scrittrice e fotografa brasiliana (n. 1916)
- 18 maggio - Pietro Cascella, scultore e pittore italiano (n. 1921)
- 18 maggio - Irma Córdoba, attrice argentina (n. 1913)
- 18 maggio - Jonathan James, hacker statunitense (n. 1983)
- 18 maggio - Joseph Pevney, regista e attore statunitense (n. 1911)
- 18 maggio - Gianmario Vianello, politico e partigiano italiano (n. 1923)
- 19 maggio - Yogi Bough, cestista e allenatore di pallacanestro statunitense (n. 1921)
- 19 maggio - Nigel Cassidy, calciatore inglese (n. 1945)
- 19 maggio - Donald Murphy, attore statunitense (n. 1918)
- 19 maggio - Paul Schlupp, cestista francese (n. 1930)
- 19 maggio - Vijay Tendulkar, scrittore, drammaturgo e sceneggiatore indiano (n. 1928)
- 20 maggio - Charles Brenner, psicoanalista statunitense (n. 1913)
- 20 maggio - Gian Paolo Brizio, dirigente d'azienda e politico italiano (n. 1929)
- 20 maggio - Dimităr Dimov, calciatore bulgaro (n. 1937)
- 20 maggio - Xïwaz Qaýırqızı Dospanova, aviatrice e militare sovietica (n. 1922)
- 20 maggio - Jürgen Ehlers, fisico tedesco (n. 1929)
- 20 maggio - Harald Hein, schermidore tedesco (n. 1950)
- 20 maggio - Tristano Manacorda, fisico italiano (n. 1920)
- 21 maggio - Mel Casson, fumettista statunitense (n. 1920)
- 21 maggio - Gianni Usvardi, giornalista e politico italiano (n. 1930)
- 22 maggio - Harald Fritzsche, calciatore tedesco orientale (n. 1937)
- 22 maggio - Paolo Giuntella, giornalista e scrittore italiano (n. 1946)
- 23 maggio - Cornell Capa, fotografo ungherese (n. 1918)
- 23 maggio - Francesco Deias, carabiniere italiano (n. 1973)
- 23 maggio - Dritan Hoxha, imprenditore albanese (n. 1968)
- 23 maggio - Bob Knight, cestista statunitense (n. 1929)
- 23 maggio - Heinz Kwiatkowski, allenatore di calcio e calciatore tedesco (n. 1926)
- 23 maggio - Utah Phillips, cantautore e attivista statunitense (n. 1935)
- 23 maggio - Lica Steiner, illustratrice, grafica e partigiana italiana (n. 1914)
- 24 maggio - Tano Cimarosa, attore, regista e sceneggiatore italiano (n. 1922)
- 24 maggio - Ingolf Gorges, attore, doppiatore e conduttore radiofonico tedesco (n. 1940)
- 24 maggio - Robert Knox, attore britannico (n. 1989)
- 24 maggio - Dick Martin, attore, regista televisivo e comico statunitense (n. 1922)
- 25 maggio - Aloysius Atuegbu, calciatore nigeriano (n. 1953)
- 25 maggio - Carla Gavazzi, soprano italiano (n. 1913)
- 25 maggio - Jurij Konovalov, velocista sovietico (n. 1929)
- 25 maggio - Ítalo Luder, politico e avvocato argentino (n. 1916)
- 25 maggio - Ernst Stuhlinger, ingegnere tedesco (n. 1913)
- 26 maggio - Anna Cabras Brundo, scultrice e pittrice italiana (n. 1919)
- 26 maggio - Giuseppe Buratti, ciclista su strada italiano (n. 1929)
- 26 maggio - Michał Cwynar, militare e aviatore polacco (n. 1915)
- 26 maggio - Dick Evans, giocatore di football americano e cestista statunitense (n. 1917)
- 26 maggio - Sydney Pollack, regista, attore e produttore cinematografico statunitense (n. 1934)
- 26 maggio - Daniel Van Ryckeghem, ciclista su strada e ciclocrossista belga (n. 1945)
- 27 maggio - Angelo Cella, vescovo cattolico italiano (n. 1923)
- 27 maggio - Franz Künstler, militare tedesco (n. 1900)
- 27 maggio - Abram Raselemane, calciatore sudafricano (n. 1978)
- 28 maggio - Luigi Caldana, calciatore italiano (n. 1929)
- 28 maggio - Sven Davidson, tennista svedese (n. 1928)
- 29 maggio - Luc Bourdon, hockeista su ghiaccio canadese (n. 1987)
- 29 maggio - Paula Gunn Allen, scrittrice, poetessa e critica letteraria statunitense (n. 1939)
- 29 maggio - Harvey Korman, comico e regista statunitense (n. 1927)
- 30 maggio - Aníbal Bolzicco, cestista argentino
- 30 maggio - Gert Haucke, attore e scrittore tedesco (n. 1929)
- 30 maggio - Lorenzo Odone, statunitense (n. 1978)
- 30 maggio - Boris Šachlin, ginnasta sovietico (n. 1932)
- 31 maggio - Carlos Alhinho, allenatore di calcio e calciatore portoghese (n. 1949)
- 31 maggio - Joe Axelson, dirigente sportivo statunitense (n. 1927)
- 31 maggio - Per-Erik Larsson, fondista svedese (n. 1929)